# (95928) Tonycook
(95928) Tonycook es un asteroide perteneciente al cinturón de asteroides, descubierto el 7 de mayo de 2003 por el equipo del Catalina Sky Survey situado en la sierra de Santa Catalina, Arizona, Estados Unidos.

## Designación y nombre
Designado provisionalmente como 2003 JO13. Fue nombrado en honor de Tony Cook (nacido en 1962) quien es el coordinador de fenómenos lunares transitorios de la Asociación Astronómica Británica y la Asociación de Observadores Lunares y Planetarios. También trabajó en las imágenes del Mariner 10 y en el mapa topográfico digital de Clementine que se utilizó durante la planificación del impacto de la sonda SMART-1 de la ESA.

## Características orbitales
Tonycook está situado a una distancia media del Sol de 2,700 ua, pudiendo alejarse hasta 3,125 ua y acercarse hasta 2,275 ua. Su excentricidad es 0,157 y la inclinación orbital 13,192 grados. Emplea 1620,43 días en completar una órbita alrededor del Sol.
Pertenece a la familia de asteroides de (15) Eunomia.

## Características físicas
La magnitud absoluta de Tonycook es 15,25. Tiene 3,817 km de diámetro. Su albedo se estima en 0,101.